# William Joyce (nhà văn)
William Edward Joyce (sinh ngày 11 tháng 12 năm 1957) là một nhà văn, họa sĩ minh họa, và nhà làm phim người Mỹ. Các minh họa của ông đã xuất hiện trên vô vàn trang bìa của báo The New Yorker và tranh của ông được trưng bày trên toàn nước Mỹ. Ông đã thắng giải thưởng Viện Hàn lâm cho phim hoạt hình ngắn xuất sắc nhất tại Academy Awards lần thứ 82 với phim The Fantastic Flying Books of Mr. Morris Lessmore (2011).

## Sự nghiệp

### Văn học thiếu nhi
Ông đã viết và minh họa trên 50 đầu sách thiếu nhi bao gồm George Shrinks, Santa Calls, Dinosaur Bob and His Adventures with the Family Lazardo, Rolie Polie Olie, The Leaf Men and the Brave Good Bugs và A Day with Wilbur Robinson.
Joyce hiện đang thực hiện series tiểu thuyết và sách tranh Các vệ thần của tuổi thơ, với tổng cộng 13 cuốn.

### Phim ảnh và truyền hình
Joyce đã nhận ba giải Emmy cho Rolie Polie Olie, một series hoạt hình Canada dựa trên series sách thiếu nhi của ông từng được chiếu trên Disney Channel. Series truyền hình thứ hai của ông, Georgie Shrinks, từng được chiếu trên các kênh của đài PBS.
Joyce sáng tạo các nhân vật cho các phim Toy Story (1995) và A Bug’s Life (1998) của Disney và Pixar.
Năm 2001, sau khi Joyce và đạo diễn của Kỷ băng hà Chris Wedge không thành công trong việc mang sách của Joyce, Joyce, lên màn ảnh, cả hai đã nảy ra ý tưởng sản xuất phim hoạt hình máy tính Robots (2005). Bên cạnh vai trò nhà sáng tạo, Joyce còn đảm nhiệm vị trí sản xuất và phụ trách thiết kế sản xuất.
Năm 2005, Joyce và Reel FX thành lập liên doanh Aimesworth Amusements để sản xuất phim truyện, video game và sách. Công ty mới công bố kế hoạch để làm ba bộ phim truyện: Những vệ thần của tuổi thơ, The Mischevians, và Dinosaur Bob and His Adventures with the Family Lazardo. Bộ phim đầu tiên của chuỗi dự án này, Những vệ thần của tuổi thơ, được DreamWorks Animation chuyển thể thành phim, Sự trỗi dậy của các vệ thần. Phim được phát hành năm 2012 và dựa trên series sách của Joyce và phim ngắn, Man in the Moon, do Joyce đạo diễn.
Năm 2007, Disney ra mắt Meet the Robinsons, một bộ phim dựa trên sách A Day with Wibur Robinson của ông, ở đây Joyce đóng vai trò là một trong những giám đốc sản xuất phim cùng với John Lasseter và Clark Spencer.
Tháng 8 năm 2009, Joyce và đồng sáng lập Reel FX, Brandon Oldenburg, thành lập studio hiệu ứng hình ảnh và hoạt hình MOONBOT Studios tại Shreveport. Hãng phim đã sản xuất phim ngắn hoạt hình đoạt giải Oscar và ứng dụng iPad The Fantastic Flying Books of Mr. Morris Lessmore. Phiên bản sách giấy của phim đã được phát hành vào mùa hè năm 2012. Tháng 1 năm 2012, hãng phim đã phát hành một ứng dụng khác, Numberlys, và thông báo sẽ xuất bản phiên bản phim ngắn và sách sau đó.
Cuốn sách The Leaf Men của ông đã được Blue Sky Studios chuyển thể thành phim truyện năm 2013 với tựa đề Epic, trong đó Joyce là biên kịch, giám đốc sản xuất, và người phụ trách thiết kế sản xuất.
Năm 2021, công ty hiệu ứng hình ảnh DNEG thông báo rằng họ sẽ sản xuất một bộ phim hoạt hình chuyển thể từ The Great Gatsby do Joyce đạo diễn và Brian Selznick viết kịch bản.

### Giải thưởng và danh hiệu
Joyce nhận giải Louisiana Writer Award năm 2008 vì những đóng góp lâu dài của ông cho “di sản tri thức văn học của Louisiana.” Giải thưởng đã được trao cho ông vào ngày 4 tháng 10 năm 2008, trong buổi lễ tại Lễ hội Sách Louisiana năm 2008 ở Baton Rouge. Ngày 26 tháng 2 năm 2012, ông giành giải thưởng của Viện hàn lâm cho Phim ngắn hoạt hình hay nhất The Fantastic Flying Books of Mr. Morris Lessmore.
Tạp chí tin tức tuần Newsweek gọi ông là một trong 100 người đáng xem nhất trong thiên niên kỷ mới.

## Đời tư
William Joyce sống với con trai Jackson Edward Joyce ở Shreveport, Louisiana (Mỹ). Con gái ông, Mary Katherine, đã mất vì khối u não vào ngày 2 tháng 5 năm 2010 lúc 18 tuổi. Sự trỗi dậy của các vệ thần, một bộ phim lấy cảm hứng từ những câu chuyện mà Joyce kể cho con gái nghe khi còn nhỏ và sau đó được chuyển thể thành bộ sách Những vệ thần của tuổi thơ, được dành riêng để tưởng nhớ con gái ông, với dòng chữ “Dành tặng Mary Katherine Joyce, một Vệ thần Mạnh mẽ và Chân thành” trong phần đề tặng. Nhân vật chính trong phim Epic (cũng dựa trên cuốn sách của Joyce, The Leaf Men and the Brave Good Bugs) được đặt theo tên con gái ông. Vợ ông, Frances Elizabeth Baucum Joyce, một luật sư tại Shreveport, đã qua đời vào ngày 20 tháng 1 năm 2016 ở tuổi 55, sau một thời gian dài chiến đấu với bệnh xơ cứng teo cơ một bên.
Năm 2006, Joyce thành lập Quỹ Katrinarita Gras để quyên góp tiền cho các nạn nhân của cơn bão Katrina và Rita. Thông qua quỹ, ông đang bán các bản in trang bìa Mardi Gras mà ông minh họa cho một số chưa xuất bản của báo The New Yorker. Tất cả lợi nhuận từ hoạt động này sẽ thuộc về các hoạ sĩ và tổ chức nghệ thuật tại Louisiana, Mỹ.

## Tác phẩm của William Joyce

### Sách
Tháng 5 năm 2017, Atheneum Young Readers đã phát hành cuốn sách tranh Bently & Egg, A Day with Wilbur Robinson, trong đó phiên bản điện ảnh có tựa Meet the Robinsons, Dinosaur Bob và His Adventures with the Family Lazardo. Tất cả đều được xuất bản dưới nhãn hiệu The World of William Joyce (Thế giới của William Joyce).
- My First Book of Nursery Tales, đọc bởi Marianna Mayer và minh họa bởi William Joyce (1983)
- Tammy and the Gigantic Fish bởi Catherine & James Gray, minh họa bởi William Joyce (1983)
- Waiting for Spring Stories bởi Bethany Roberts, minh họa bởi William Joyce (1984)
- William Joyce's Mother Goose, minh họa bởi William Joyce (1984)
- George Shrinks (1985)
- Shoes, viết bởi Elizabeth Winthrop (1986)
- Dinosaur Bob and His Adventures with the Family Lazardo (1988)
- Humphrey's Bear bởi Jan Wahl, minh họa bởi William Joyce (1989)
- Some of the Adventures of Rhode Island Red by Stephen Manes, minh họa bởi William Joyce (1990)
- A Day with Wilbur Robinson (1990)
- Nicholas Cricket bởi Joyce Maxner, minh họa bởi William Joyce (1991)
- Bently & Egg (1992)
- Santa Calls (1993)
- Don't Wake the Princess: Hopes, Dreams, and Wishes, Cover art (1993)
- A Wiggly, Jiggly, Joggly Tooth bởi Bill Hawley, minh họa bởiWilliam Joyce (1995)
- The Leaf Men and the Brave Good Bugs (1996), Play (premiere at Strand Theatre, Shreveport) - 1998
- Buddy (1997)
- World of William Joyce Scrapbook by William Joyce, photos by Philip Gould and design by Christine Kettner (1997)
- Life with Bob (board book) (1998)
- Baseball Bob (board book) (1999)
- The Art of Robots (2004)
- The Art of Rise of the Guardians (2012)
- The Fantastic Flying Books of Mr. Morris Lessmore (2012)
- The Mischievians (2013)
- The Numberlys, cùng minh họa với Christina Ellis (2014)
- A Bean, a Stalk and a Boy Named Jack (2014)
- Billy's Booger (2015)
- Ollie's Odyssey (2016)
- Bently & Egg (2017)

#### Series Rolie Polie Olie
1. Rolie Polie Olie (1999)
2. Rolie Polie Olie: How Many Howdys? (board book) (1999)
3. Rolie Polie Olie: A Little Spot of Color (board book) (2000)
4. Rolie Polie Olie: Polka Dot! Polka Dot! (board book) (2000)
5. Snowie Rolie (2000)
6. Rolie Polie Olie - Character Books: Olie, Spot, Zowie, Billie (2001)
7. Sleepy Time Olie (2001)
8. Big Time Olie (2002)
9. Busy Books - Peakaboo You!, Rolie Polie Shapes, Be My Pal!, Rocket Up, Rolie! (2002)

#### Series "The Guardians of Childhood - Những Vệ thần của Tuổi thơ"

##### Tiểu thuyết
1. Nicholas St. North and the Battle of the Nightmare King, written with Laura Geringer (2011)
2. E. Aster Bunnymund and the Warrior Eggs at the Earth's Core! (2012)
3. Toothiana: Queen of the Tooth Fairy Armies (2012)
4. The Sandman and the War of Dreams (2013)
5. Jack Frost: The End Becomes the Beginning (2018)

##### Sách tranh
1. The Man in the Moon (2011), được dịch và xuất bản tại Việt Nam với tựa đề Người Cung Trăng, Lily dịch, Hà Thủy Nguyên hiệu đính, NXB Đà Nẵng, 2021.[8][9]
2. The Sandman: The Story of Sanderson Mansnoozie (2012) được dịch và xuất bản tại Việt Nam với tựa đề Thần Mộng Mơ, Lily dịch, Hà Thủy Nguyên hiệu đính, NXB Đà Nẵng, 2021.[10][11]
3. Jack Frost (2015) được dịch và xuất bản tại Việt Nam với tựa đề Jack Frost, Lily dịch, Hà Thủy Nguyên hiệu đính, NXB Đà Nẵng, 2021.[12][13]

Dự án dịch bộ sách tranh này được thực hiện bởi Lily (tên thật Hồ An Nhiên), 9 tuổi, và Book Hunter. Một cơ duyên đã đưa Lily đến với Book Hunter trong những năm tháng dịch bệnh Covid-19 vừa qua. Và Lily đã biến những ngày ở trong bốn bức tường ngày giãn cách thành cuộc phiêu lưu chữ nghĩa và trí tưởng tượng thông qua dịch bộ ba cuốn sách NHỮNG VỆ THẦN CỦA TUỔI THƠ. Hiện Lily đang học tiểu học tại Vinschool.

## Điện ảnh

### Phim chiếu rạp
| Năm  | Tên phim                                          | Vai trò                                     | Chú thích                      |
| ---- | ------------------------------------------------- | ------------------------------------------- | ------------------------------ |
| 1995 | Toy Story                                         |                                             | Thiết kế ý tưởng và nghệ thuật |
| 1997 | Buddy                                             | Biên kịch và đồng sản xuất                  | Kịch bản                       |
| 1998 | A Bug's Life                                      |                                             | Thiết kế ý tưởng và nghệ thuật |
| 2005 | Robots                                            | Tác giả, nhà sản xuất, và Thiết kế sản xuất |                                |
| 2007 | Meet the Robinsons                                |                                             |                                |
| 2007 | Mr. Magorium's Wonder Emporium                    | Thiết kế sản xuất                           | Thiết kế tiêu đề chính         |
| 2011 | The Fantastic Flying Books of Mr. Morris Lessmore | Giám đốc sản xuất và Tác giả                |                                |
| 2012 | Rise of the Guardians                             | Giám đốc sản xuất và Tác giả                |                                |
| 2013 | Epic                                              | Giám đốc sản xuất và Tác giả                |                                |
| 2013 | The Scarecrow                                     | Giám đốc sản xuất                           |                                |
| 2013 | The Numberlys                                     | Giám đốc sản xuất và Tác giả                |                                |
| 2014 | Silent                                            | Giám đốc sản xuất                           |                                |
| 2014 | The Cask of Amontillado                           | Nhà sản xuất                                |                                |
| TBA  | The Great Gatsby                                  | Nhà sản xuất                                | Chuyển thể phim hoạt hình      |

### Series truyền hình
| Năm       | Tên phim         | Vai trò | Chú thích                     |
| --------- | ---------------- | ------- | ----------------------------- |
| 1998–2004 | Rolie Polie Olie |         | Dựa trên truyện tranh cùng tê |
| 2000–2003 | George Shrinks   |         | Dựa trên truyện tranh cùng tê |